# Wolteritz

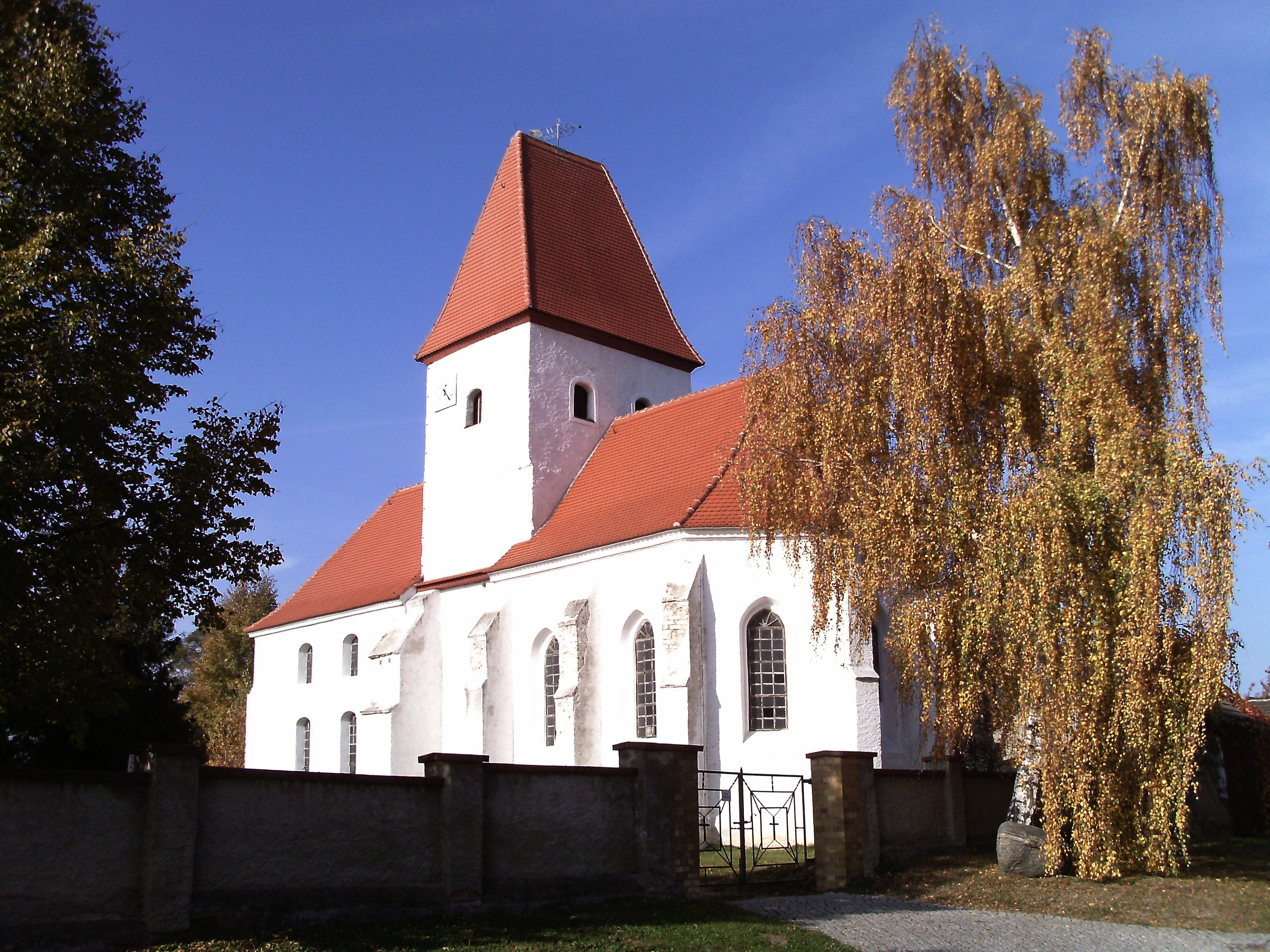
Dorfkirche Wolteritz

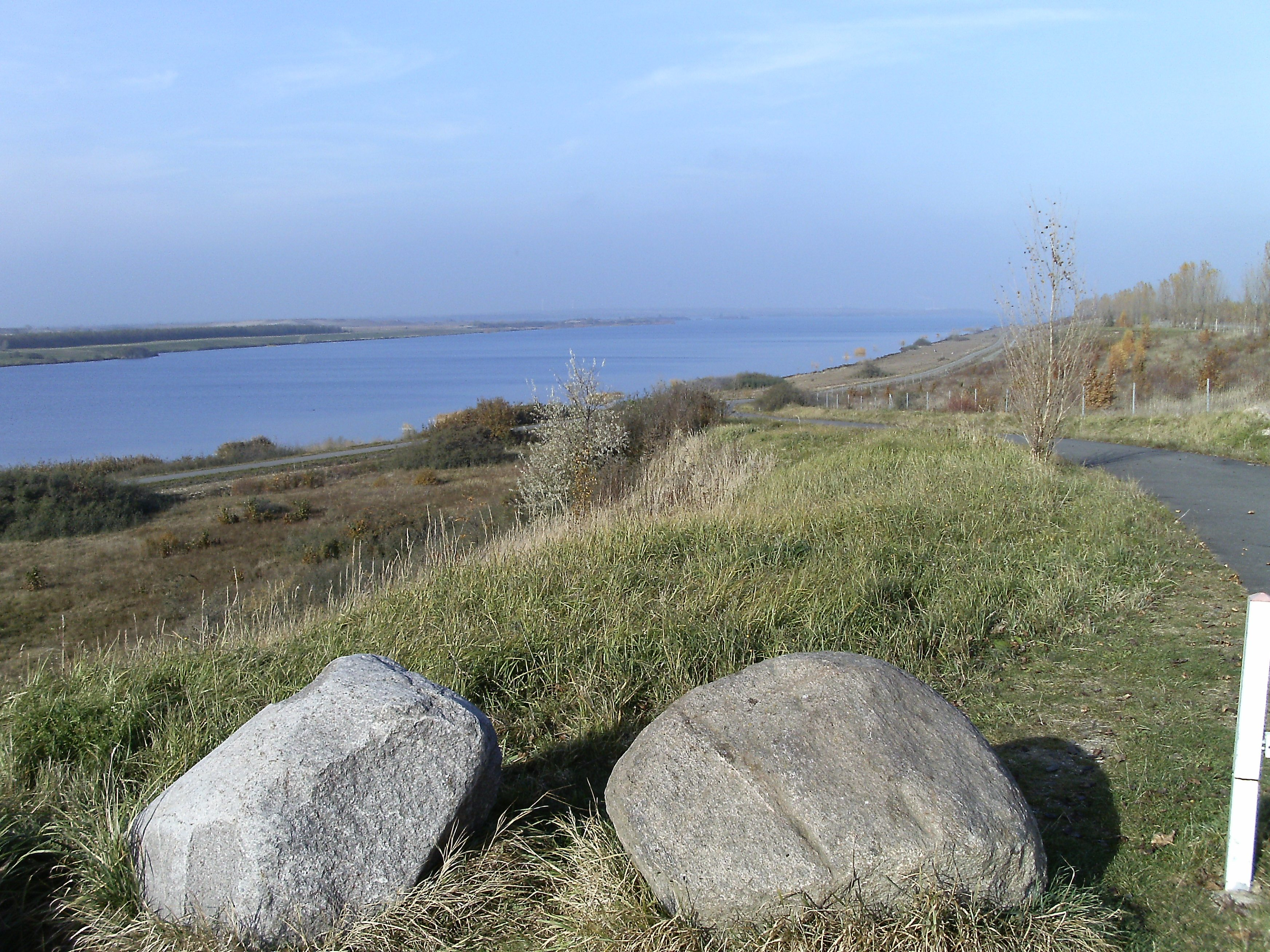
Werbeliner See bei Wolteritz

Wolteritz ist ein Ortsteil der Stadt Schkeuditz im Landkreis Nordsachsen.

## Geografie
Wolteritz befindet sich in der Leipziger Tieflandsbucht nördlich von Leipzig am Lober. Im Süden des Orts liegt der Schladitzer See, im Nordwesten der Werbeliner See, welche beide in Folge der Renaturierung des Tagebaus Delitzsch-Südwest/Breitenfeld entstanden sind.

## Geschichte
Wolteritz gehörte wie sein späterer Ortsteil Lössen bis 1815 zum kursächsischen Amt Delitzsch.  Durch die Beschlüsse des Wiener Kongresses kam der Ort zu Preußen und wurde 1816 dem Kreis Delitzsch im Regierungsbezirk Merseburg der Provinz Sachsen zugeteilt, zu dem er bis 1952 gehörte. Am 20. Juli 1950 erfolgte die Eingemeindung des südöstlich gelegenen Nachbarorts Lössen. Im Zuge der Kreisreform in der DDR von 1952 wurde Wolteritz dem neu zugeschnittenen Kreis Delitzsch im Bezirk Leipzig zugeteilt.
Mit der 1975/76 erfolgten Eröffnung des Tagebaus Delitzsch-Südwest nordwestlich von Wolteritz wurde die Zukunft des Orts ungewiss. Das Dorf lag im geplanten Abbaugebiet und war für Anfang der 1990er Jahre für die Umsiedlung vorgesehen. Das gleiche Schicksal traf den Ortsteil Lössen, welchem sich der 1981/82 eröffnete Tagebau Breitenfeld mit dem Drehpunkt Wolteritz aus südwestlicher Richtung näherte. Während die Umsiedlung und anschließende Devastierung Lössens im Jahr 1985 erfolgte und in der Abbaggerung 1988 endete, blieb Wolteritz aufgrund der Deutschen Wiedervereinigung 1989/90 dieses Schicksal erspart. Die durch die politische und wirtschaftliche Wende einsetzende schlagartige Verringerung des Braunkohlebedarfs führte zu einer vorzeitigen raschen Stilllegung der Tagebaue Breitenfeld (1991) und Delitzsch-Südwest (1993), wodurch die geplante Ortsverlegung und Devastierung von Wolteritz nicht mehr durchgeführt wurde.
Am 1. März 1994 wurde Wolteritz mit Freiroda und Radefeld zur neuen Gemeinde Radefeld zusammengeschlossen und dem Landkreis Delitzsch zugeteilt. Seit dem 1. Januar 1999 gehört die Gemeinde Radefeld zur in den Landkreis Delitzsch gewechselten Stadt Schkeuditz, wodurch Wolteritz seitdem ein Ortsteil dieser Stadt ist. 1998 begann die Flutung der beiden Tagebaurestlöcher um Wolteritz, wodurch sich der Ort nun zwischen dem Werbeliner See im Nordwesten und Schladitzer See im Süden befindet.

## Kulturdenkmale
In der Liste der Kulturdenkmale in Schkeuditz sind für Wolteritz acht Kulturdenkmale aufgeführt.

## Verkehr
Wolteritz liegt nördlich der Bundesautobahn 14 (Dresden – Magdeburg). Von der Ortslage sind die Autobahnanschlussstellen 21 Schkeuditz und 22 Leipzig-Nord schnell erreichbar. Nordöstlich von Wolteritz verläuft die Bundesstraße 184.
Zwischen 1929 und 1970 hatte der Ort über den Halt "Wolteritz" (ursprünglich "Lössen" genannt) Anschluss an die Delitzscher Kleinbahn.

## Persönlichkeiten
- Gisela Pekrul (* 1944), Verlegerin, Autorin und Herausgeberin